# Katastrofa lotu ČSA 001
Katastrofa lotu ČSA 001 – katastrofa lotnicza, która wydarzyła się 28 lipca 1976. W jej wyniku Ił-18B należący do linii ČSA rozbił się w jeziorze Zlaté piesky, zabijając 76 z 79 osób na pokładzie.

## Samolot
Maszyną obsługującą lot 001 był Ił-18B (nr rej. OK-NAB) o numerze seryjnym 189001605. Samolot po raz pierwszy wzbił się w powietrze w 1959 roku, a do linii lotniczej został dostarczony w 1960. Feralnego dnia kapitanem samolotu był Svatoslav Rosa, a drugim pilotem Jiří Růžička.

## Przebieg lotu
Samolot wystartował z Pragi o 8:52 i odbywał planowy lot do Bratysławy. O 9:35 załoga dostała zgodę na lądowanie, ale z niewiadomych przyczyn zaczęła wykonywać wysoce nieustabilizowane podejście ILS. Maszyna zniżała się 22 m/s, zamiast 10 m/s, leciała z prędkością od 225 do 435 km/h, a klapy zostały wysunięte od razu z pozycji 0 do pozycji maksymalnej. Dodatkowo jeszcze w powietrzu załoga włączyła odwracacze ciągu silników nr 2 i nr 3. W wyniku tego doszło do awarii silnika nr 3, a załoga nieumyślnie ustawiła śmigło silnika nr 4 w chorągiewkę, przez co samolot stracił ciąg na lewej stronie. Na wysokości 50 metrów załoga zdecydowała o odejściu na drugi krąg i próbie ponownego uruchomienia silnika nr 4, lecz w wyniku asymetrii samolot wpadł w 60 stopniowy przechył, co doprowadziło do utraty kontroli przez załogę i rozbicia się w jeziorze Zlaté piesky. 
Samolot niemal całkowicie zatonął. Z wody wystawała tylko część ogonowa. Ekipy ratunkowe dopłynęły do wystającego ogona i rozcięły go. Tym sposobem z wraku udało się wyciągnąć 4 żywe osoby, z których jedna zmarła niedługo później. Ogółem, w katastrofie zginęło wszystkich 6 członków załogi i 70 z 73 pasażerów.

## Przyczyny
Śledztwo wykazało następujący przyczyny wypadku:
- użycie odwracacza ciągu w powietrzu
- zła manipulacja ciągiem maszyny
- zbyt mała prędkość przy końcowym podejściu
- przypadkowe ustawienie śmigła nr 4 w chorągiewkę
- asymetria ciągu i przechył
- próba ponownego odpalenia silnika nr 4 przy małej prędkości i wysokości